# Kraamanijs

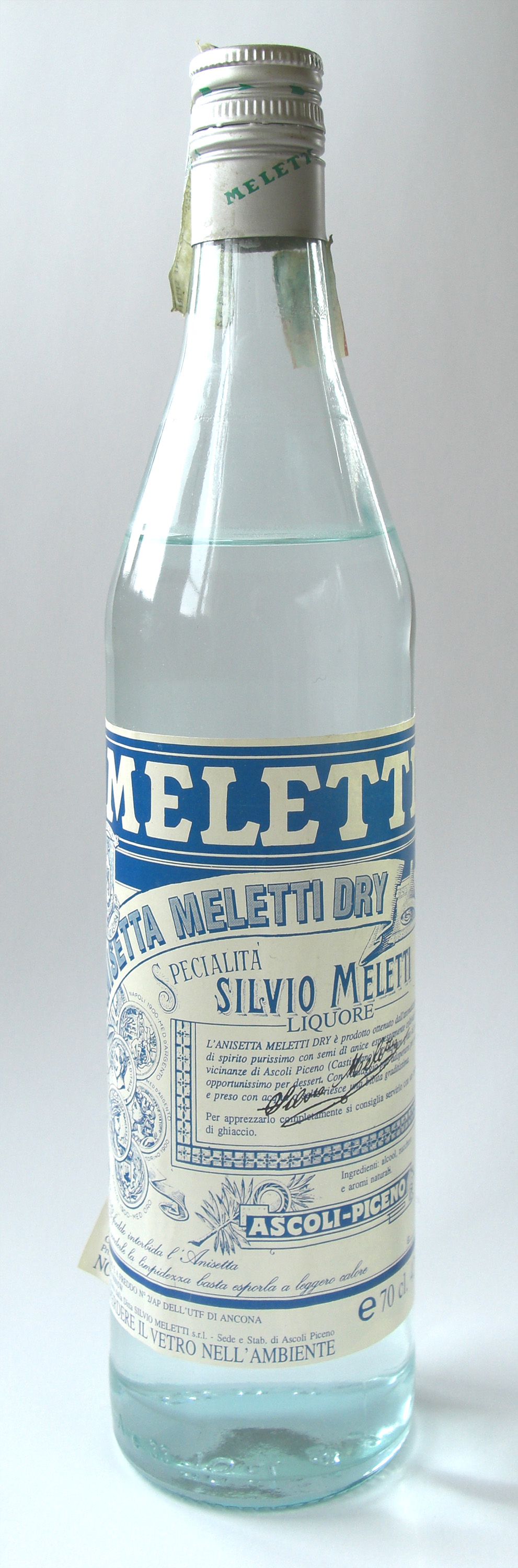
Anisette

Kraamanijs of anisette is een likeur gemaakt van zaad en knoppen van de anijsplant. Kraamanijs is een kraamdrank. De jonge moeder kreeg de drank in het kraambed.

## Traditie
Kraamanijs is in feite een vloeibare, alcoholische variant van de beschuit met muisjes. Oorspronkelijk – rond de zeventiende eeuw – werd het direct na de bevalling door de baker aan de kraamvrouw geschonken. Anijs had indertijd de reputatie dat het de baarmoeder na de geboorte snel tot de oorspronkelijke grootte kon terugbrengen, bovendien zou het de boze geesten bezweren (zie ook heksenkruid).

## Bereiding
Kraamanijs wordt gemaakt van zaden en knoppen van de anijsplant. Andere heilzame ingrediënten waren valeriaan, kamille, steranijs en het verdovende alsem. Een effectieve manier om een vermoeide kraamvrouw rustig te krijgen… De allereerste anisette mocht dan wel rustgevend werken, goed smaken deed hij niet. Later werd het recept aangepast en kreeg ook de kraamvisite een glas. Bij kraamanijs worden krakelingen geserveerd als symbool van het eeuwige leven, daar ze geen einde hebben. 
Anisette kan niet zelf gemaakt worden, althans niet makkelijk, het moet immers gestookt worden. Het is hier en daar nog wel te koop.